# 니혼바시역
니혼바시역(일본어: 日本橋駅 니혼바시에키[*])은 일본 도쿄도 주오구에 있는 철도역이다.

## 타는 곳

### 긴자선

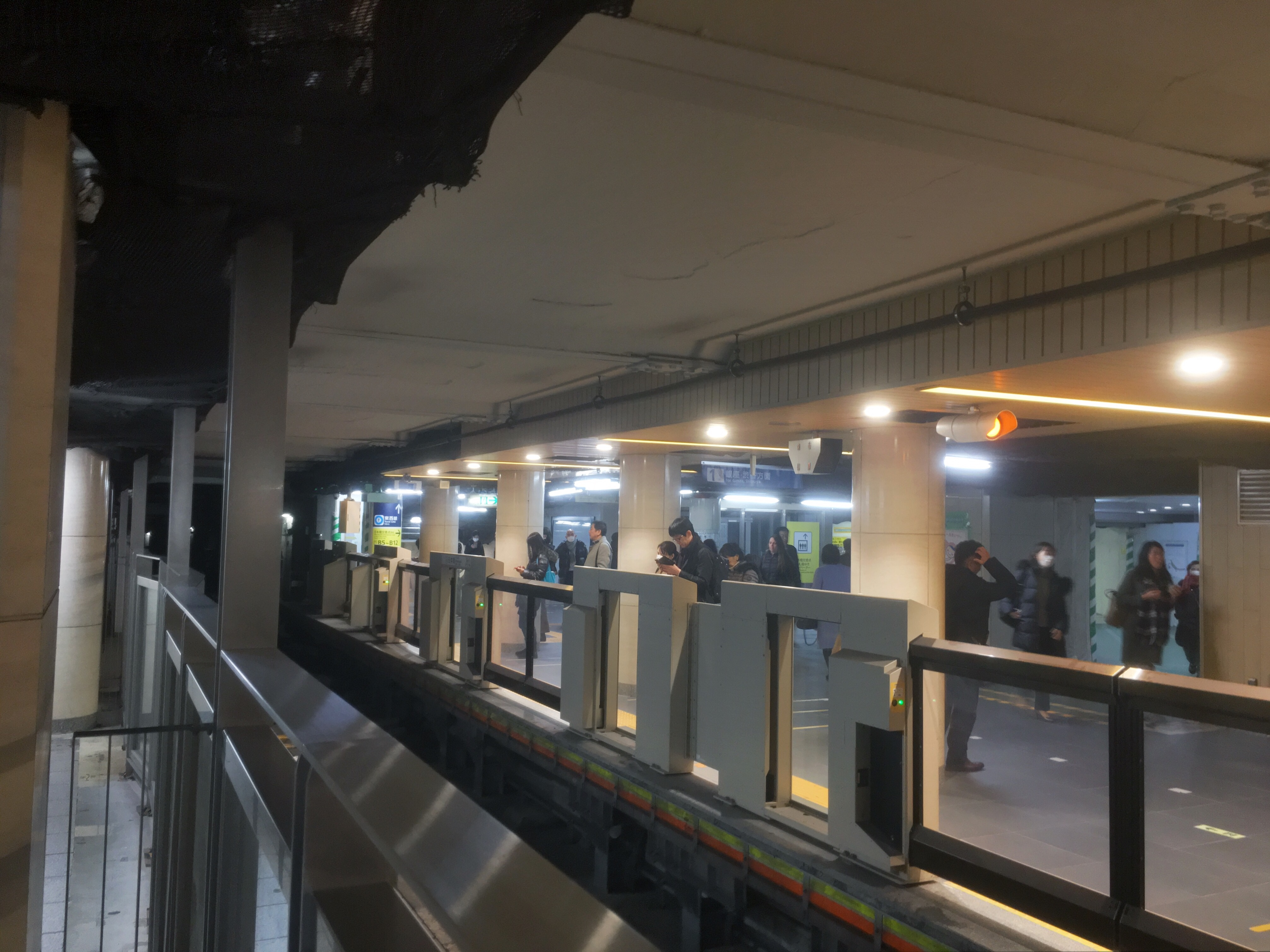
긴자선 승강장

| 1 | 긴자선 | 긴자・아카사카미쓰케・시부야 방면 |
| 2 | 긴자선 | 우에노・아사쿠사 방면             |

### 도자이선

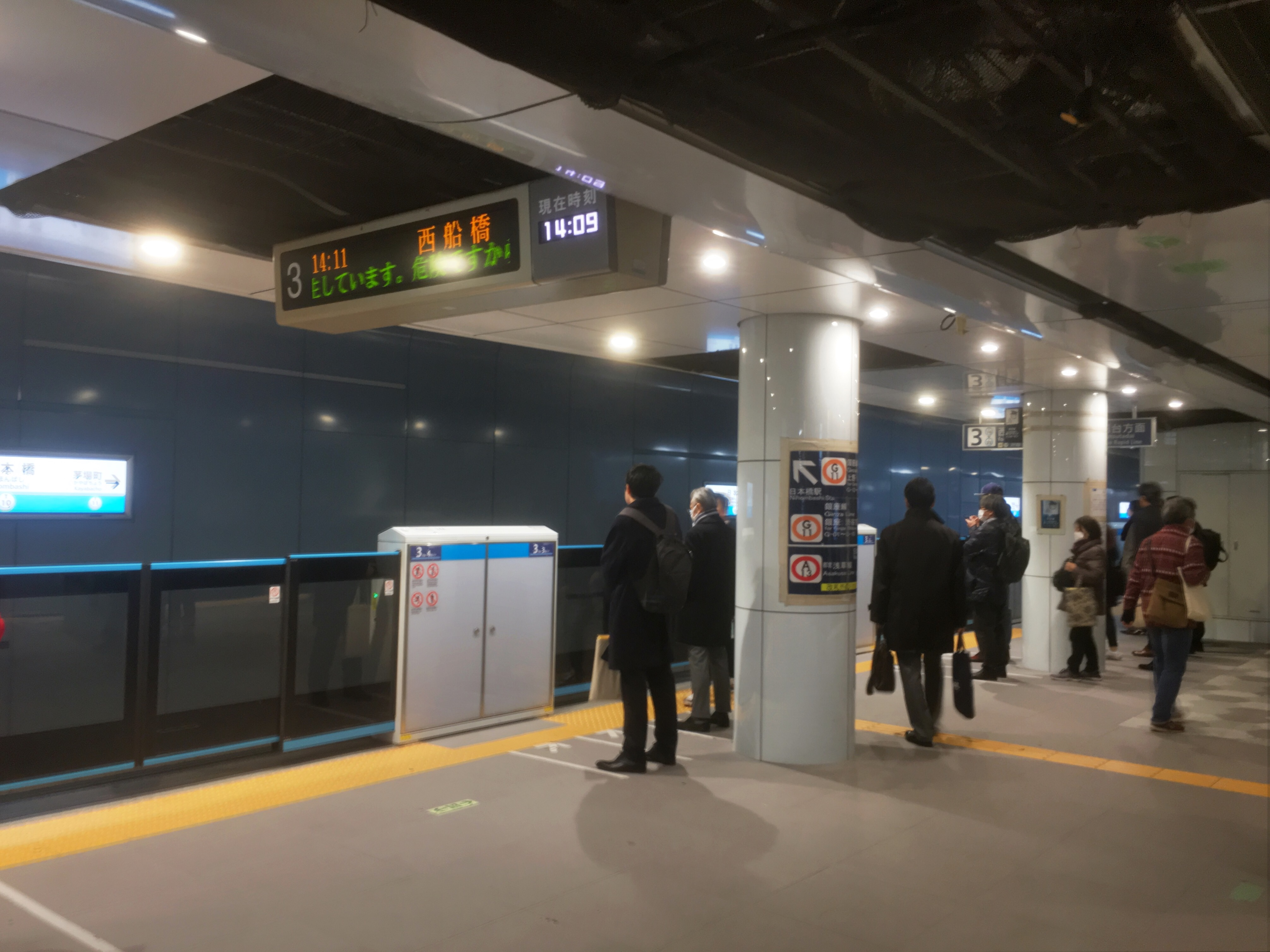
도자이선 승강장

| 3 | 도자이선 | 도요초・니시후나바시・쓰다누마・도요 가쓰타다이 방면 |
| 4 | 도자이선 | 오테마치・다카다노바바・나카노・미타카 방면          |

### 아사쿠사선

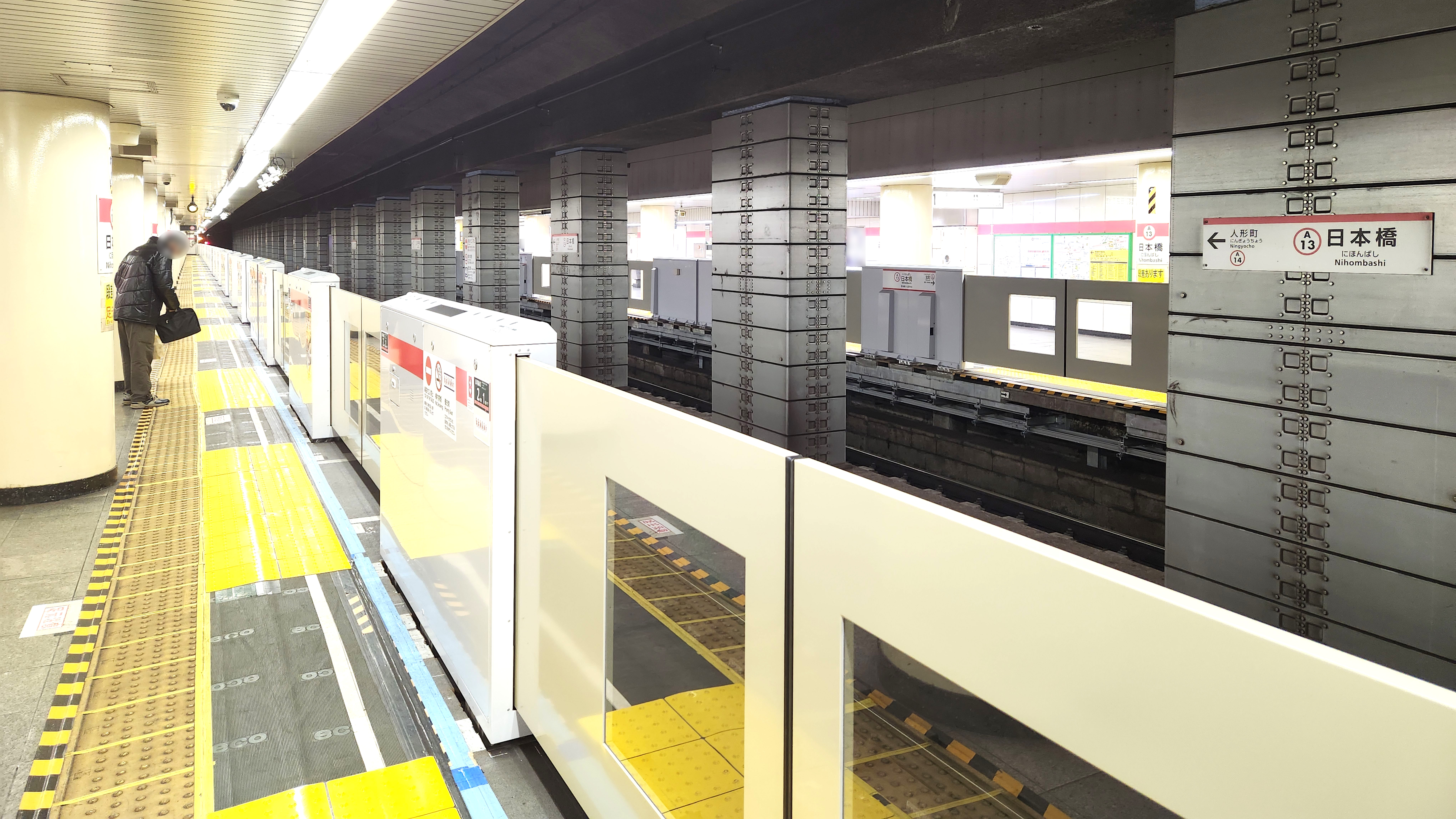
아사쿠사선 승강장

| 1 | 아사쿠사선 | 센가쿠지・니시마고메・시나가와・하네다 공항・미사키구치 방면 ( 게이큐 선)                                                |
| 2 | 아사쿠사선 | 아사쿠사・오시아게・나리타 공항・인바 니혼 의대・시바야마치요다 방면 ( 호쿠소 선· 게이세이 본선· 게이세이 나리타 공항선) |

## 역세권 정보
- 국도 1호선
- 국도 15호선
- 니혼바시 다리
- 다카시마야 백화점
- 도쿄역
- 도쿄 증권거래소

## 역사
- 1932년 12월 24일: 도쿄 지하철도(현재의 긴자 선)의 철도역이 영업 개시.
- 1963년 2월 28일: 아사쿠사 선의 철도역이 에도바시역(일본어: 江戸橋駅)으로 영업 개시, 환승역이 됨.
- 1967년 9월 14일: 도자이 선의 철도역이 영업 개시.
- 1989년 3월 19일: 아사쿠사 선의 철도역 명칭을 니혼바시역으로 변경.

## 인접역
| 도쿄 메트로 3호선            | 도쿄 메트로 3호선     | 도쿄 메트로 3호선              |
| ---------------------------- | --------------------- | ------------------------------ |
| G10 교바시 시부야 방면       | 긴자 선               | G12 미쓰코시마에 아사쿠사 방면 |
| 도쿄 메트로 5호선            |                       |                                |
| T09 오테마치 나카노 방면     | 도자이 선             | T11 가야바초 니시후나바시 방면 |
| 도쿄 도 교통국 지하철 1호선  |                       |                                |
| A10 신바시 하네다 공항 방면  | 아사쿠사 선 공항 쾌특 | A15 히가시니혼바시 아오토 방면 |
| A12 다카라초 니시마고메 방면 | 아사쿠사 선           | A14 닌교초 오시아게 방면       |